# Husby kyrka
Husby kyrka är en kyrkobyggnad i Husby (Smedby). Den är församlingskyrka i Hedemora, Husby och Garpenbergs församling i Västerås stift. 

## Kyrkobyggnaden
Kyrkan är från 1200-talets första hälft, men fick mycket av sin nuvarande form vid om- och tillbyggnaden år 1779-1782, då bland annat tornet tillkom. 1935 renoverades kyrkan och flera väggmålningar från 1500-talet togs fram. En av dessa målningar föreställer Helige Bror Staffan, abbot i Gudsberga kloster. Kyrkans läge vid Dalälven gör att marken under kyrkan är instabil, och sättningar pågår fortfarande i koret. Långhuset har åtta fönsteraxlar och korabsiden två. I sakristian finns tre fönster. 1863 fick kyrkan belgiskt glas i samtliga fönster.
Tornet, som är 38 meter högt, har en glob och ett kors högst upp. Korset är utformat så att dess armar syns från kyrkans långsida. Det vanliga är annars att armarna på ett kyrkkors syns från kortsidan. Detta har att göra med bystrukturen. Husby är framförallt koncentrerat öster om älven och sträcker sig längs med denna. Därmed var det mer logiskt att utforma korset så att så många som möjligt såg det. Urverket i tornet är tillverkat i Stjärnsund. Klockorna i tornet hängde tidigare i en klockstapel, men sattes upp i tornet när detta byggdes. Lillklockan, som är nyast, är gjuten i Husby 1667. Mellanklockan är från 1606, omgjuten 1656. Storklockan är gjuten på plats 1657, omjuten 1818.

## Orglar

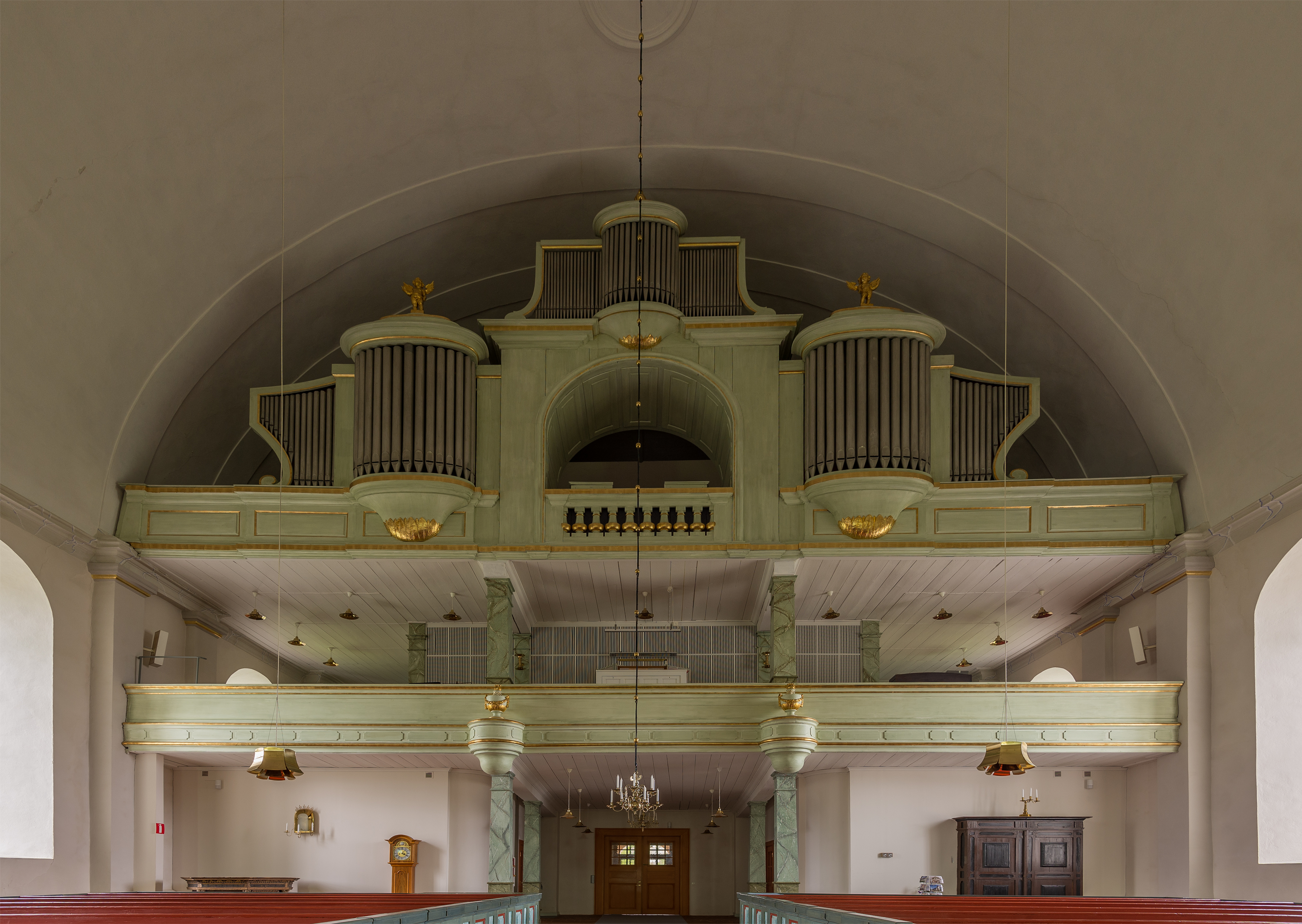
Orgelläktaren

I och med att en ny orgel med 27 stämmor byggdes på den nedre läktaren 1935, togs 1700-talsorgeln ur bruk och den var i många år inte längre spelbar.
På den övre läktaren står ett av Sveriges största bevarade orgelverk från 1700-talets senare del. Den lokale organisten Niclas Söderström fick  i uppdrag att bygga sin egen orgel 1783. Den blev så lyckad att Söderström därefter kom att ägna sig åt orgelbyggeri. Orgeln är extra intressant eftersom den är byggd i Johan Niclas Cahmans anda, liksom de samtida Stockholmsorglarna. Medan de senare ofta revs eller byggdes om radikalt, så lämnades orgeln i Husby i fred och den är idag en av Sveriges bäst bevarade 1700-talsorglar.  Efter en fullständig renovering bekostad med insamlade medel kunde orgeln återinvigas den 20 mars 2011.

### Gamla orgelläktaren
- Före 1642 fanns en orgel i kyrkan.[4]
- 1642 byggdes en orgel med 17 stämmor, manual, pedal och positiv.[5] Orgeln reparerades 1724–1725 av Johan Niclas Cahman, Stockholm. Han utökade även orgeln med 5 stämmor, trumpet och 3 blåsbälgar.[6][7]
- Den nuvarande mekaniska orgeln byggdes 1783 av Niclas Söderström, Husby. Orgeln är placerade på den gamla läktaren över den nya läktaren. Orgeln renoverades 1935 av Åkerman & Lund, Sundbyberg.[4]

| Huvudverk I     | Öververk II             | Pedal                      | Koppel |
| Borduna 16'     | Gedackt 8'              | Bihängd från Huvudverket I | II/I   |
| Principal 8'    | Caret 8'                |                            |        |
| Flagflöjt 8'    | Salicional 8'           |                            |        |
| Gedackt 8'      | Principal 4'            |                            |        |
| Kvintadena 8'   | Spetsflöjt 4'           |                            |        |
| Oktava 4'       | Kvinta 3'               |                            |        |
| Traversflöjt 4' | Oktava 2'               |                            |        |
| Kvinta 3'       | Sesquialtera 2 chor     |                            |        |
| Oktava 2'       | Trumpet 8'              |                            |        |
| Mixtur 3 chor   | Vox virginea 8' Diskant |                            |        |
| Basun 16'       | Trumpet 4' Bas          |                            |        |
| Trumpet 8'      |                         |                            |        |

### Nya orgelläktaren
- Den nuvarande orgeln byggdes 1935 av Åkerman & Lund, Sundbyberg och är en pneumatisk orgel med rooseweltlådor. Orgeln står på den nya orgelläktaren under den gamla orgelläktaren.[4]

| Huvudverk I    | Svällverk II       | Pedal                              | Koppel    | Övrigt                 |
| Kvintadena 16' | Flöjtprincipal 8'  | Principal 16'                      | I/P       | 3 fria kombinationer.  |
| Principal 8'   | Rörflöjt 8'        | Subbas 16'                         | II/P      | 2 fasta kombinationer. |
| Dubbelflöjt 8' | Salicional 8'      | Ekobas 16' (transmitterade från I) | II/I      | Registersvällare       |
| Gedackt 8'     | Voix celeste 8'    | Oktava 8'                          | I 16'/I   |                        |
| Fugara 8'      | Gemshorn 4'        | Gedackt 8'                         | II 16'/I  |                        |
| Oktava 4'      | Spetskvinta 2 2⁄3' | Flöjt 4'                           | II 16'/II |                        |
| Spetsflöjt 4'  | Blockflöjt 2'      | Basun 16'                          | II 4'/P   |                        |
| Kvinta 2 2⁄3'  | Ters 1 3⁄5'        |                                    |           |                        |
| Oktava 2'      | Corno 8'           |                                    |           |                        |
| Mixtur 5 chor  | Tremulant          |                                    |           |                        |
| Trumpet 8'     | Crescendosvällare  |                                    |           |                        |

### Diskografi
- Söderströmorgeln i Husby kyrka / Börjesson, Jan H, orgel. CD. Eklund Musica Verva Oak Grove CD 2028. 2012.

## Inventarier
Dopfunten är medeltida och huggen ur brun sandsten. Altarskåpet med Maria och Jesusbarnet på kyrkans södra vägg är även det medeltida. Triumfkrucifixet vid den norra utgången är från 1400-talet.
Längst bak i kyrkorummet, under orgelläktaren, står den gamla predikstolen på golvet, samt en träskulptur föreställande Mose med de tio budorden, från 1600-talet.
Altaranordningen ritades av Ludvig Hawerman 1860 i nyklassicistisk stil. Altartavlan är målad av A.G. Hertzberg 1862 och föreställer Kristi uppståndelse.

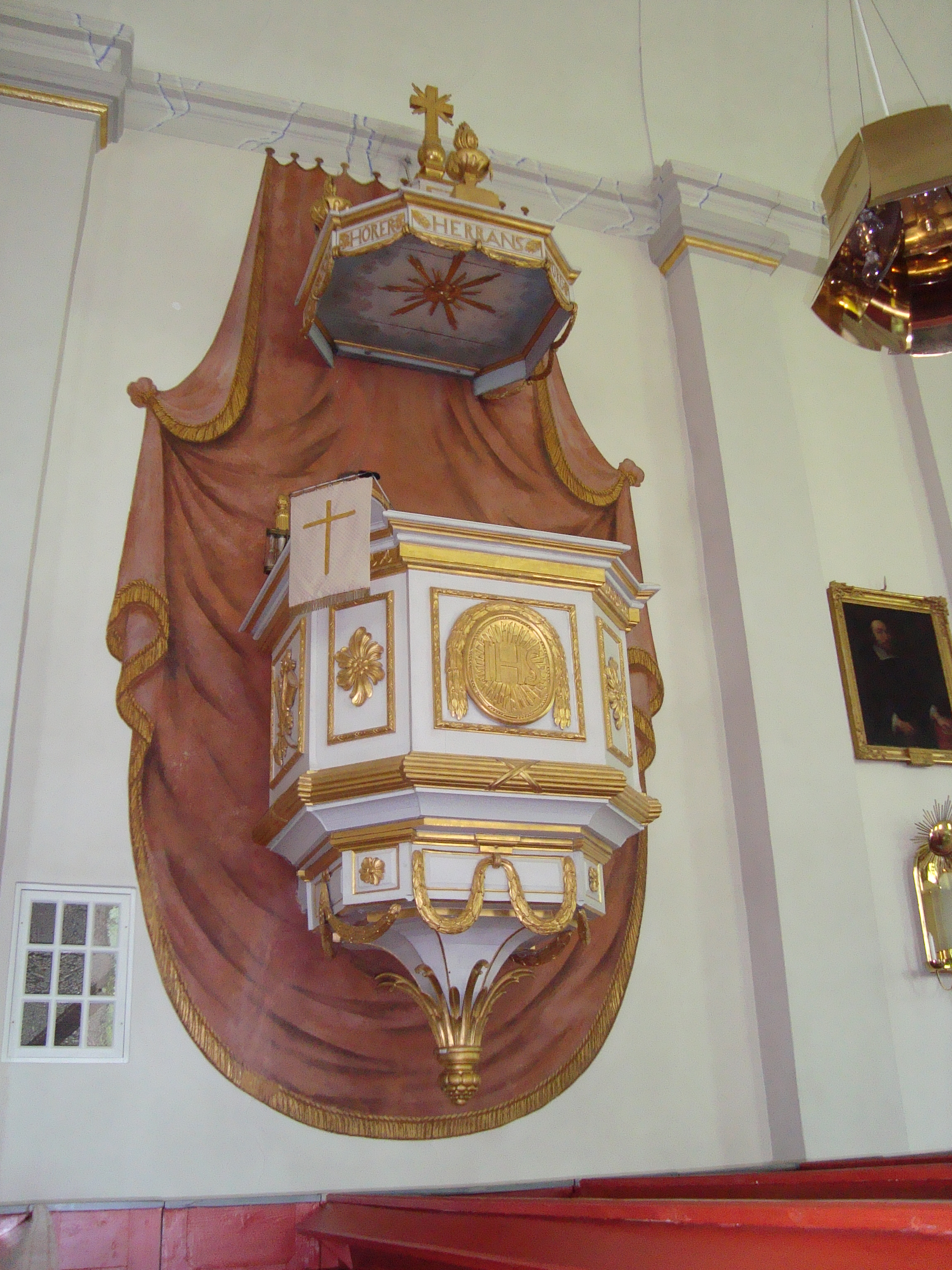
Nuvarande predikstolen

Den nuvarande predikstolen tillkom 1790 och ersatte då den tidigare från 1620. Den gamla predikstolen sattes upp igen 1952 i kapellet som inretts i sakristian, men är nu nedmonterad.

## Galleri

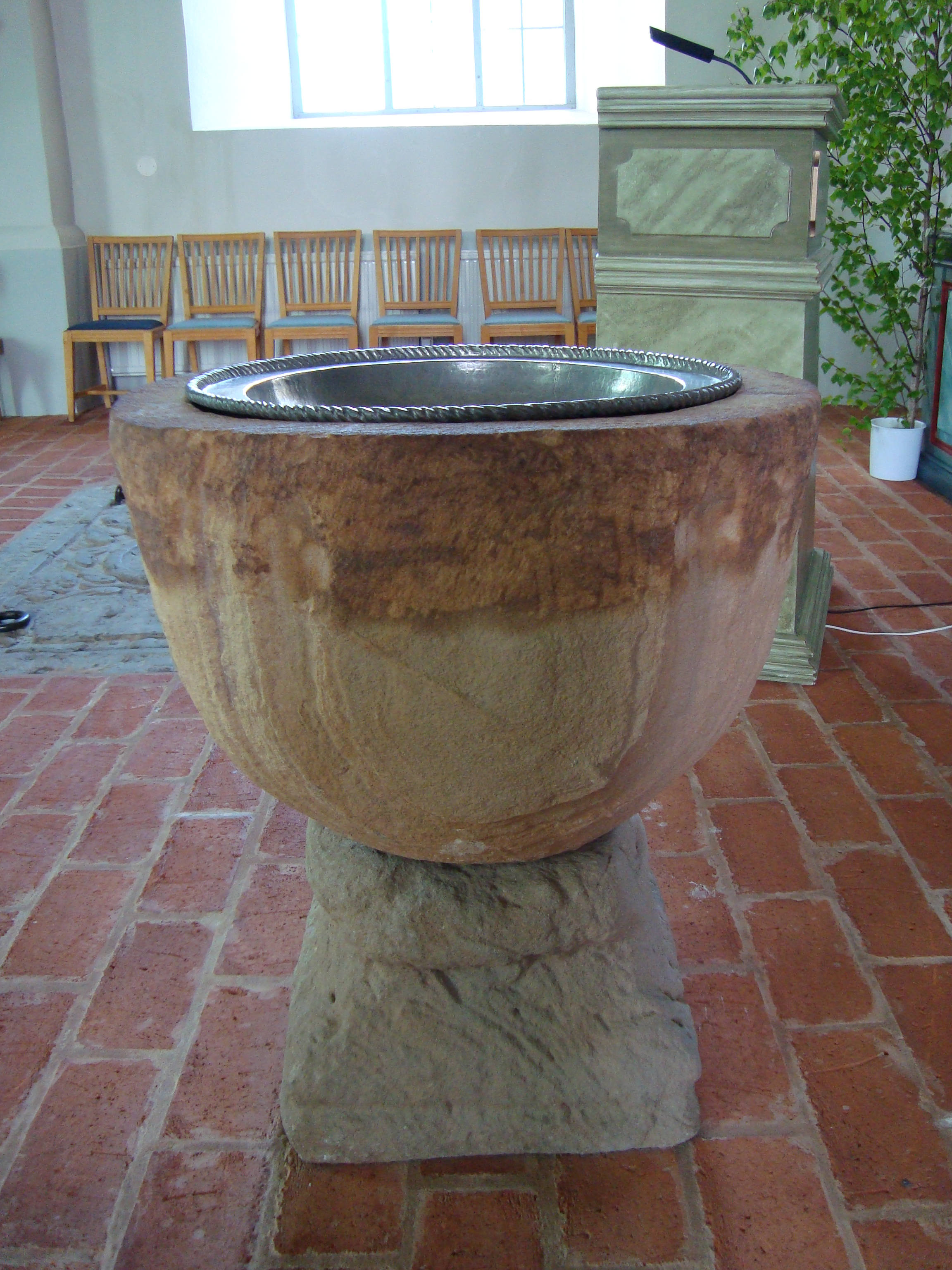
Dopfunten
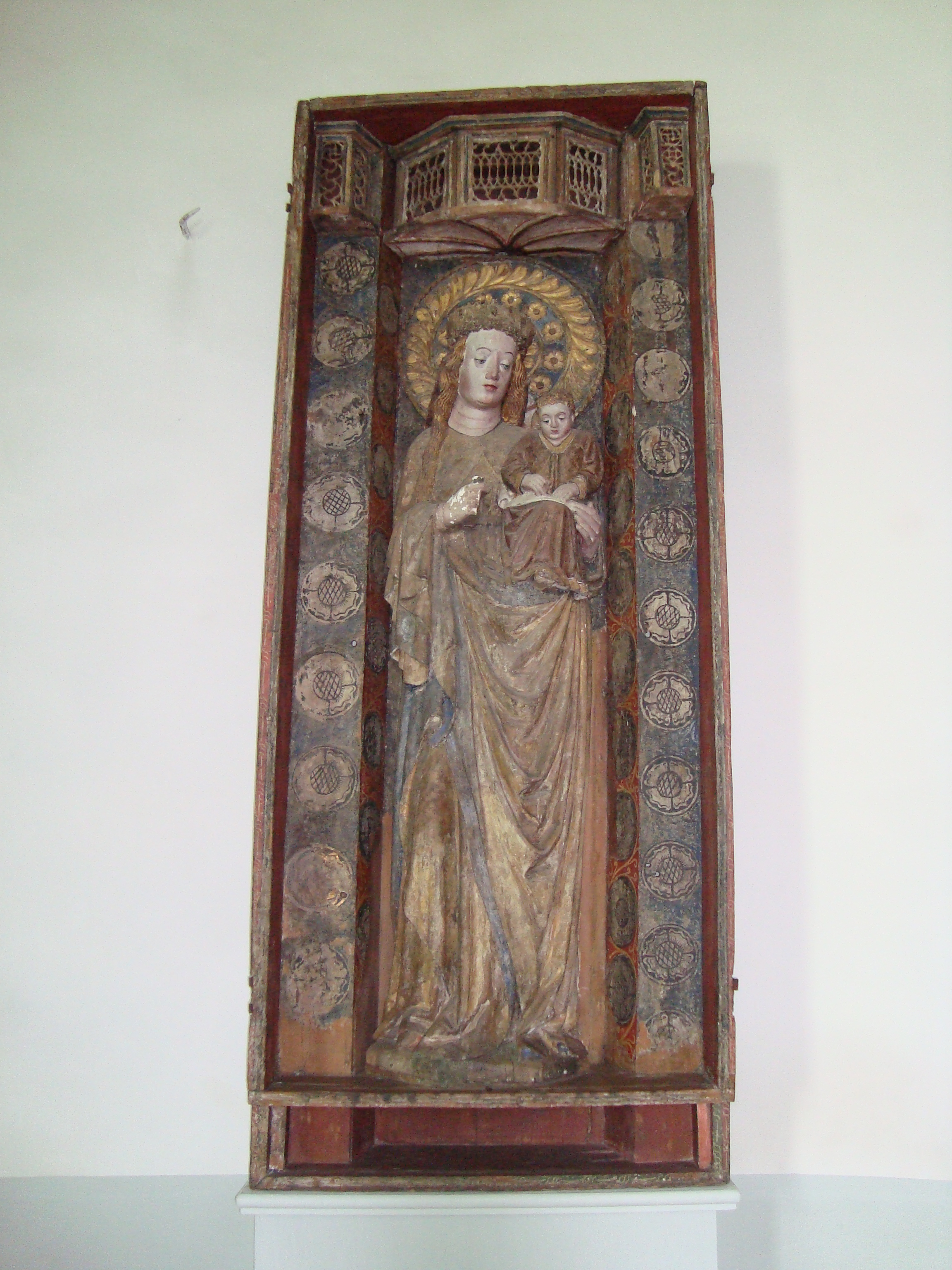
Maria med Jesusbarnet
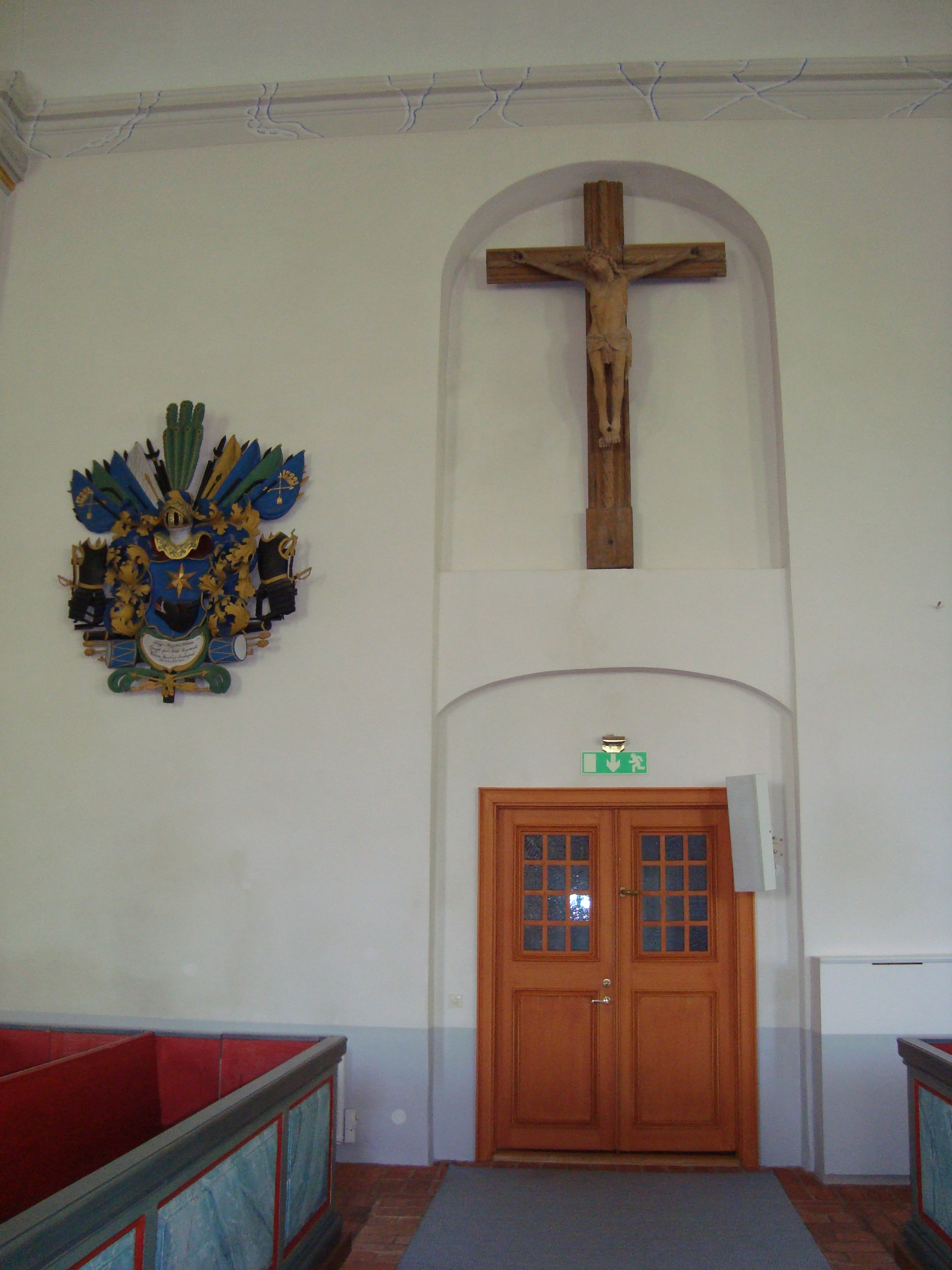
Norra utgången med triumfkrucifixet
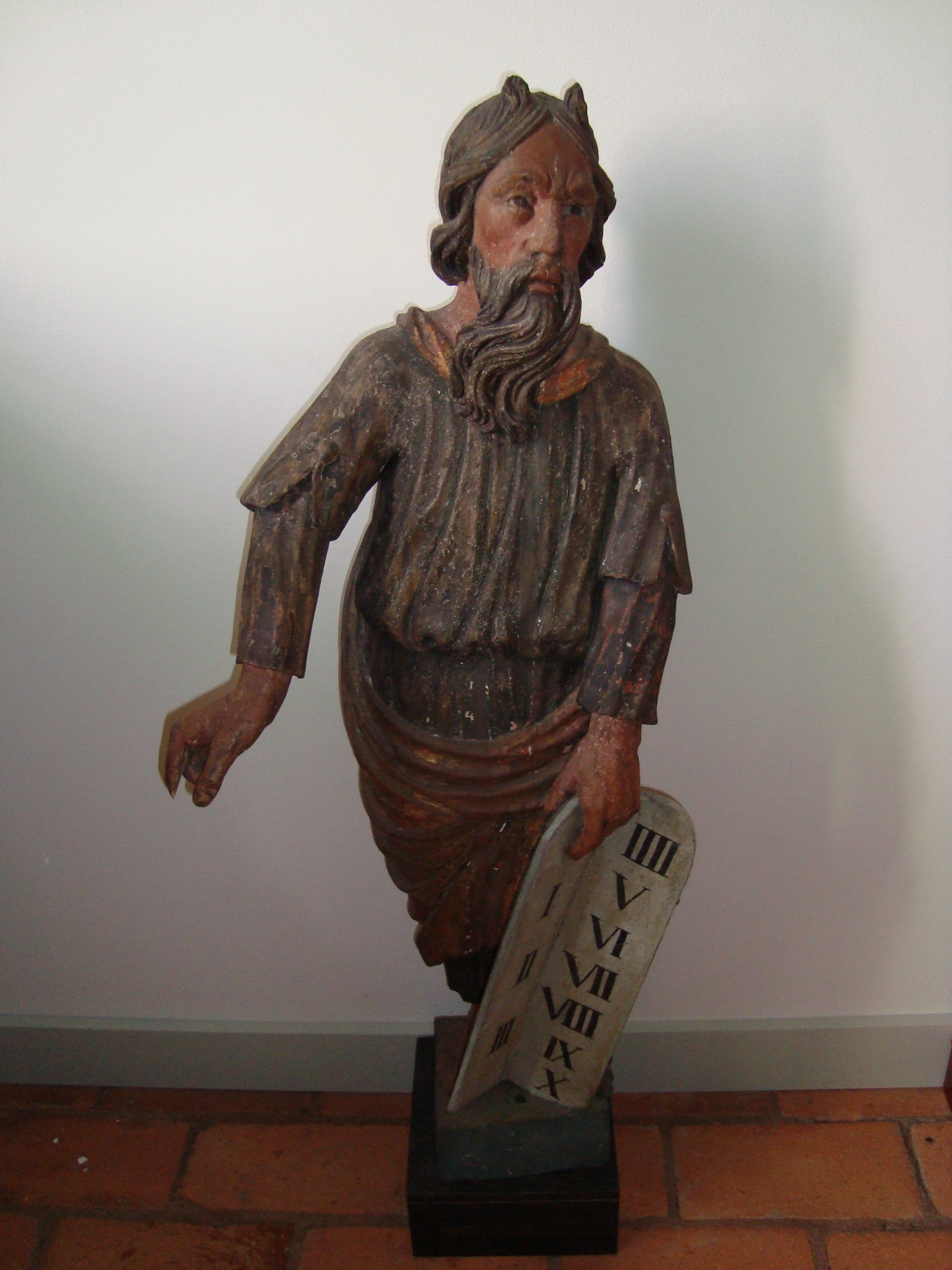
Mose med budorden
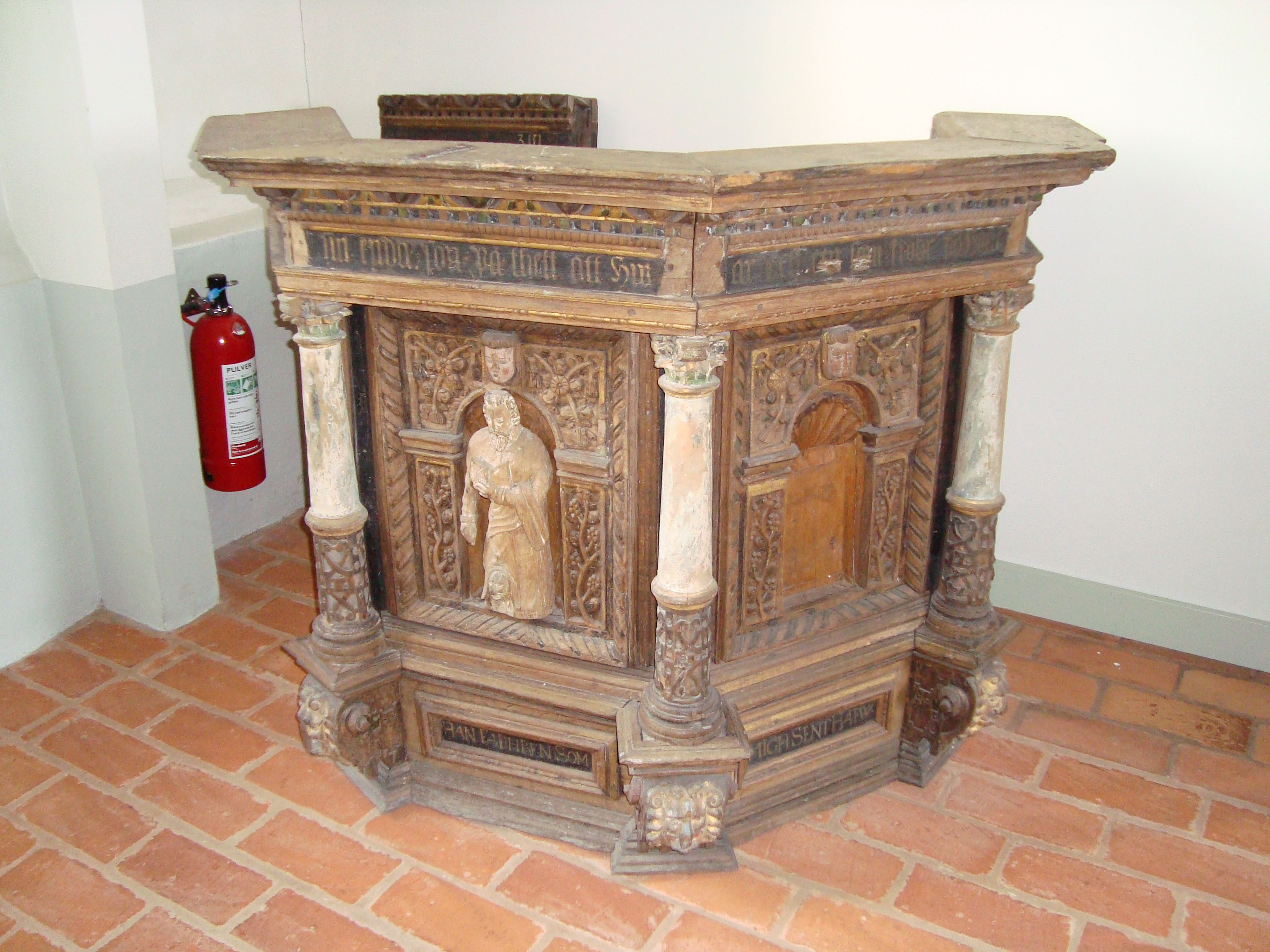
Den gamla predikstolen
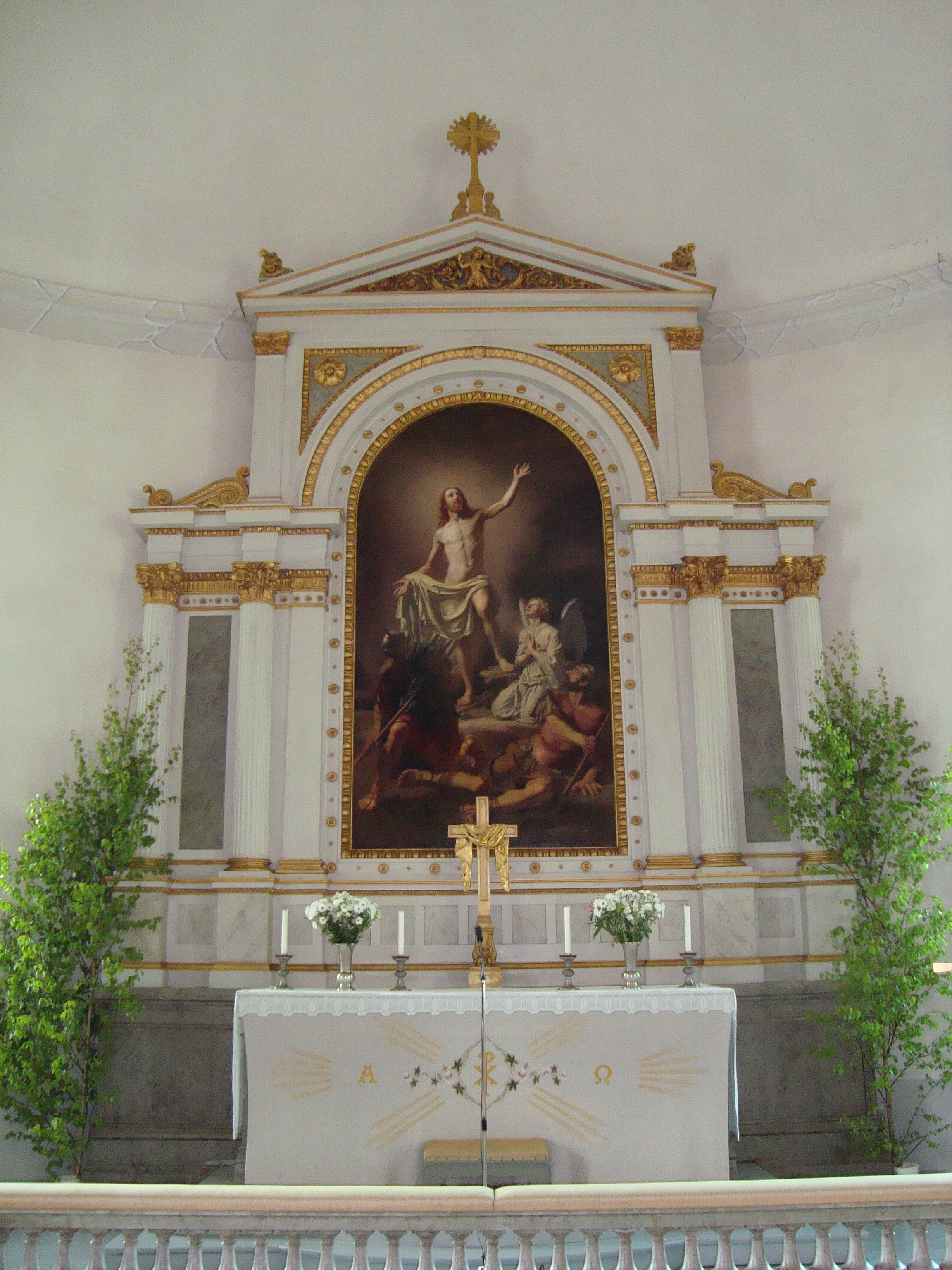
Altaruppsatsen

## Husby lillkyrka

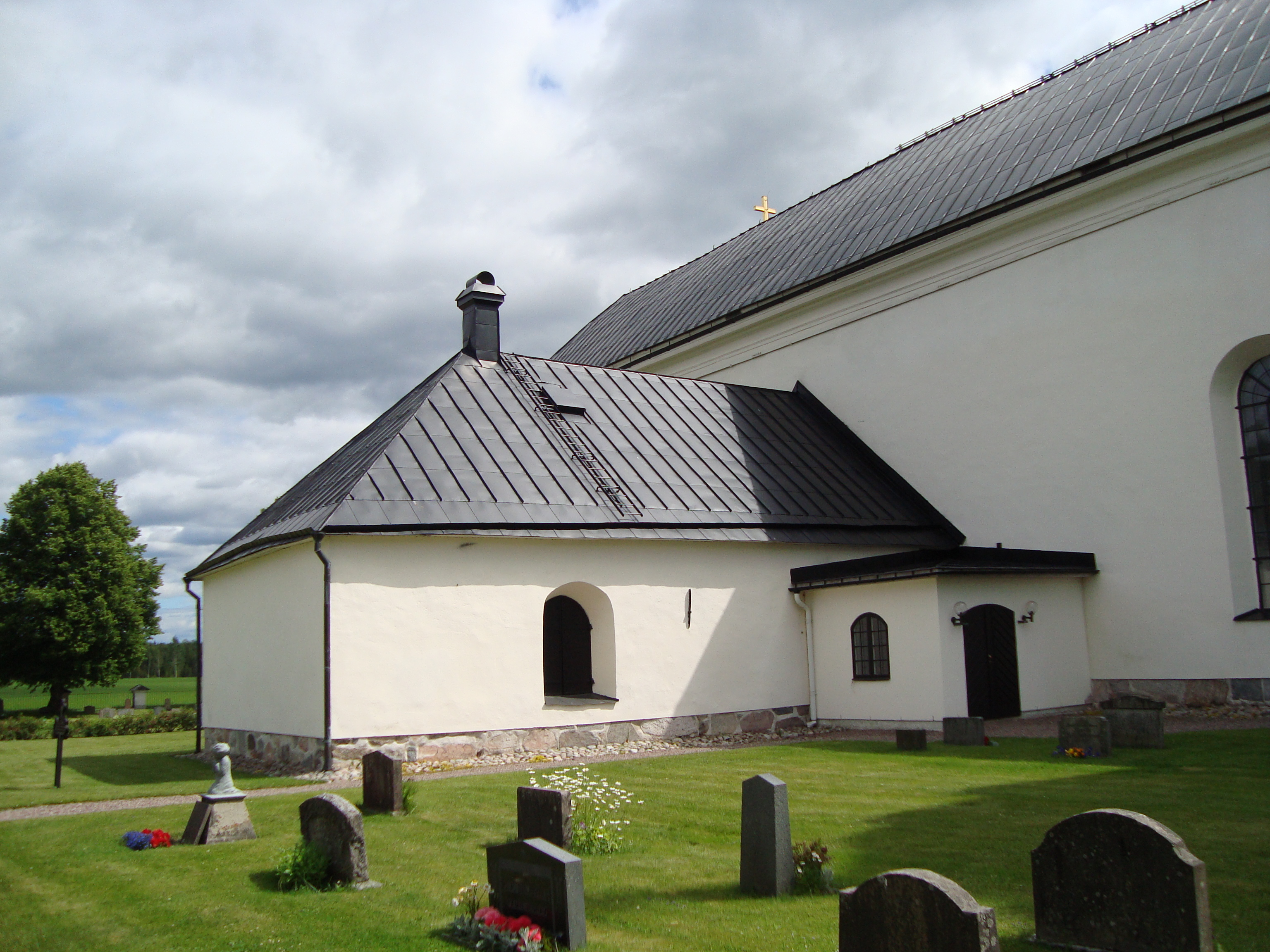
Utsidan av Husby lillkyrka, med inbyggnaden från 1988 till höger.

Där sakristian tidigare låg har ett kapell, Husby lillkyrka, inretts. Där hålls bland annat gudstjänster, bröllop, dop och begravningsgudstjänster för mindre sällskap. Även musikarrangemang framförs då och då i lillkyrkan istället för i stora kyrkan. 1988 byggdes en tillbyggnad till kyrkans yttervägg och ingången till lillkyrkan flyttades, vilket gjorde att lillkyrkan blev en integrerad del av kyrkan med ingång inifrån. Tidigare hade lillkyrkan ingång utifrån, vilket vållade en del problem med trappsteg som kunde vara hala eller svåra att upptäcka, samt att det inte gick att ta in kistor i rummet.
Lillkyrkan bär många tecken efter den katolska tiden, med rökelseampel, en madonnafigur och andra medeltida föremål. På de vitkalkade väggarna finns här och var väggmålningar från 1300-talet bevarade, alltså betydligt äldre än de ute i stora kyrkan. Krucifixet vid altaret är från 1300-talet.
Knäfallen vid altaret är flyttbara och kan ställas om eller ställas undan, allt efter behov.

## Galleri

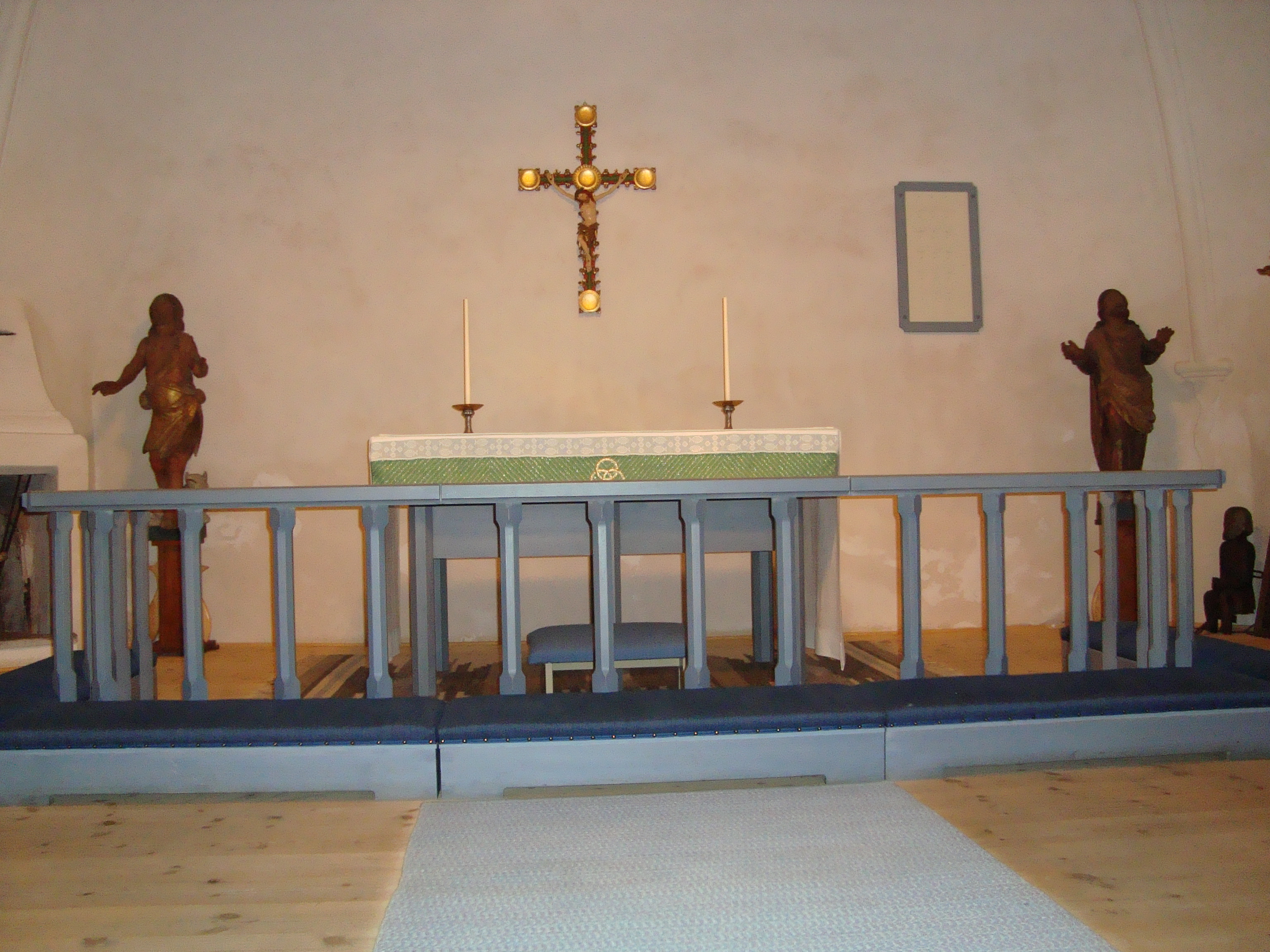
Altaret och de flyttbara knäfallen
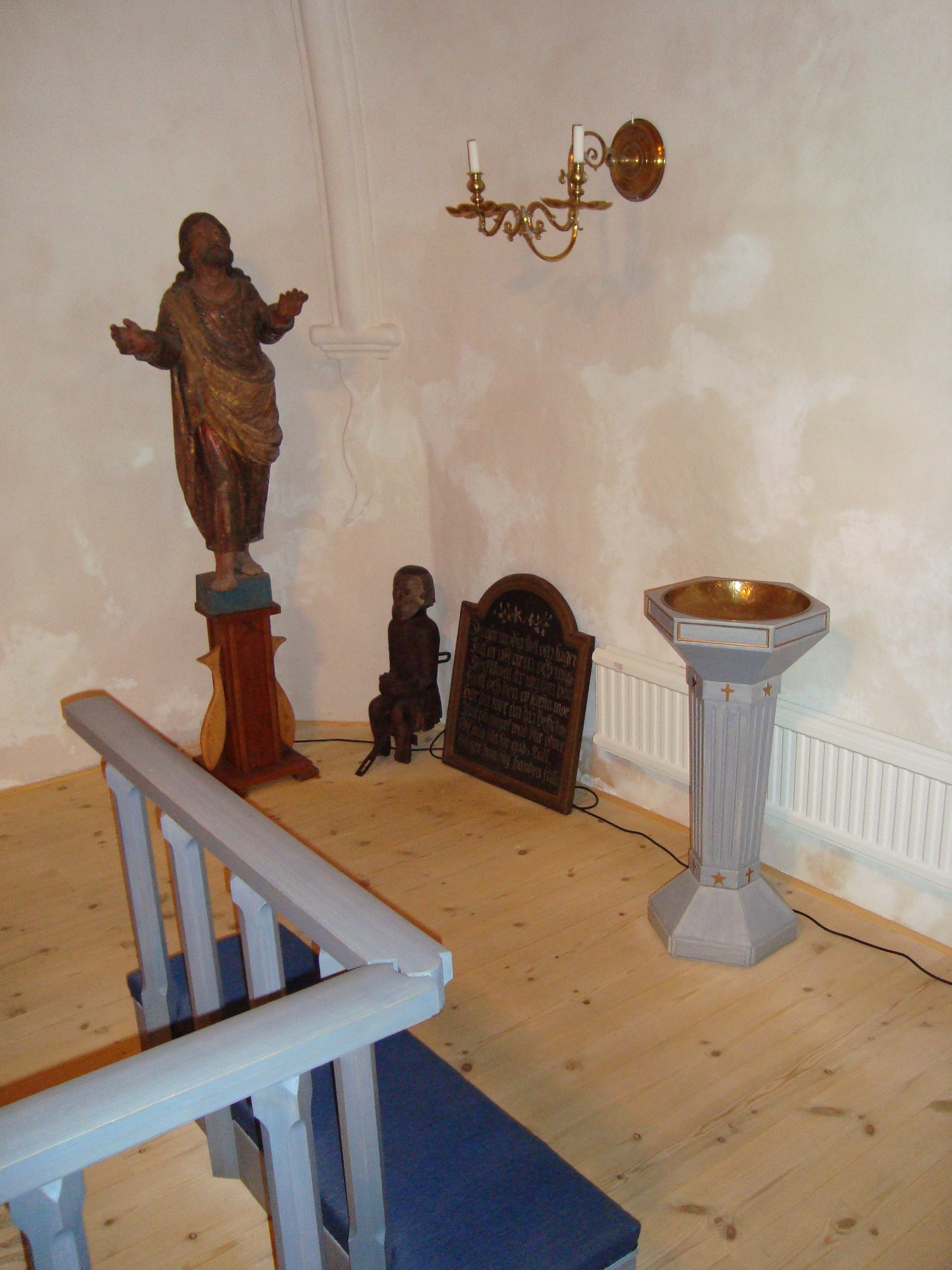
Dopfunten och medeltida träskulpturer
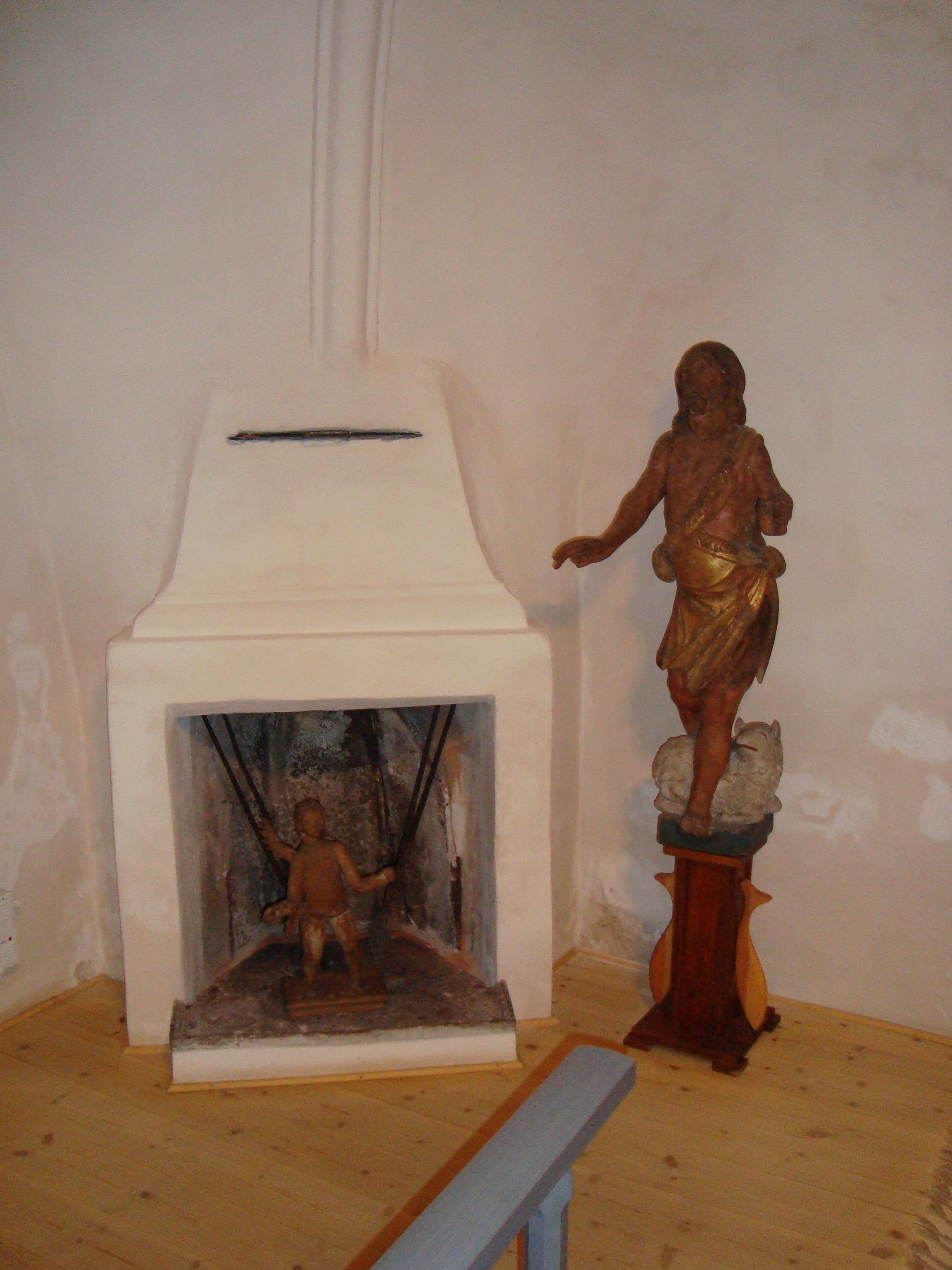
Den gamla öppna spisen och medeltida träskulpturer
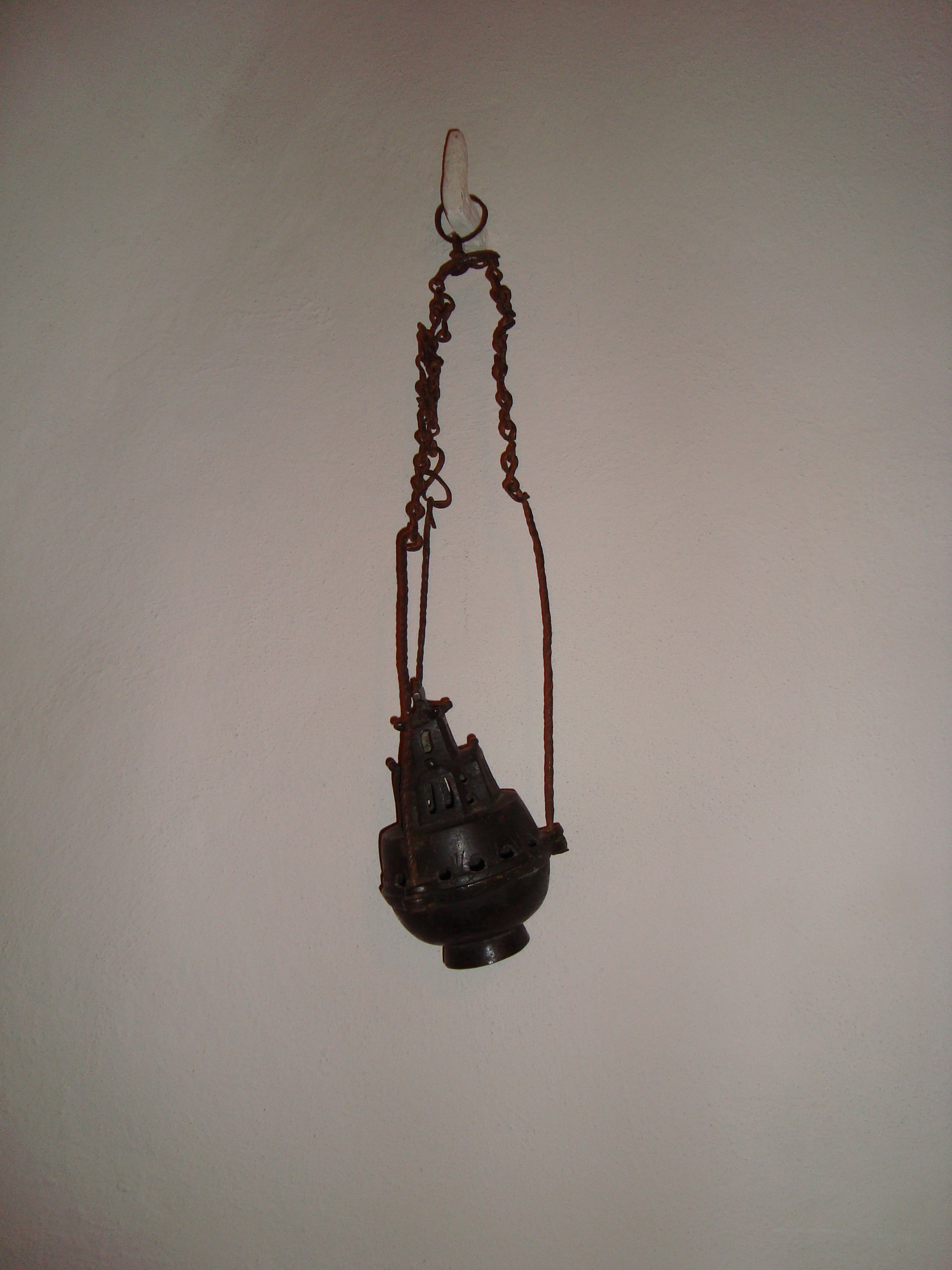
Rökelsekar
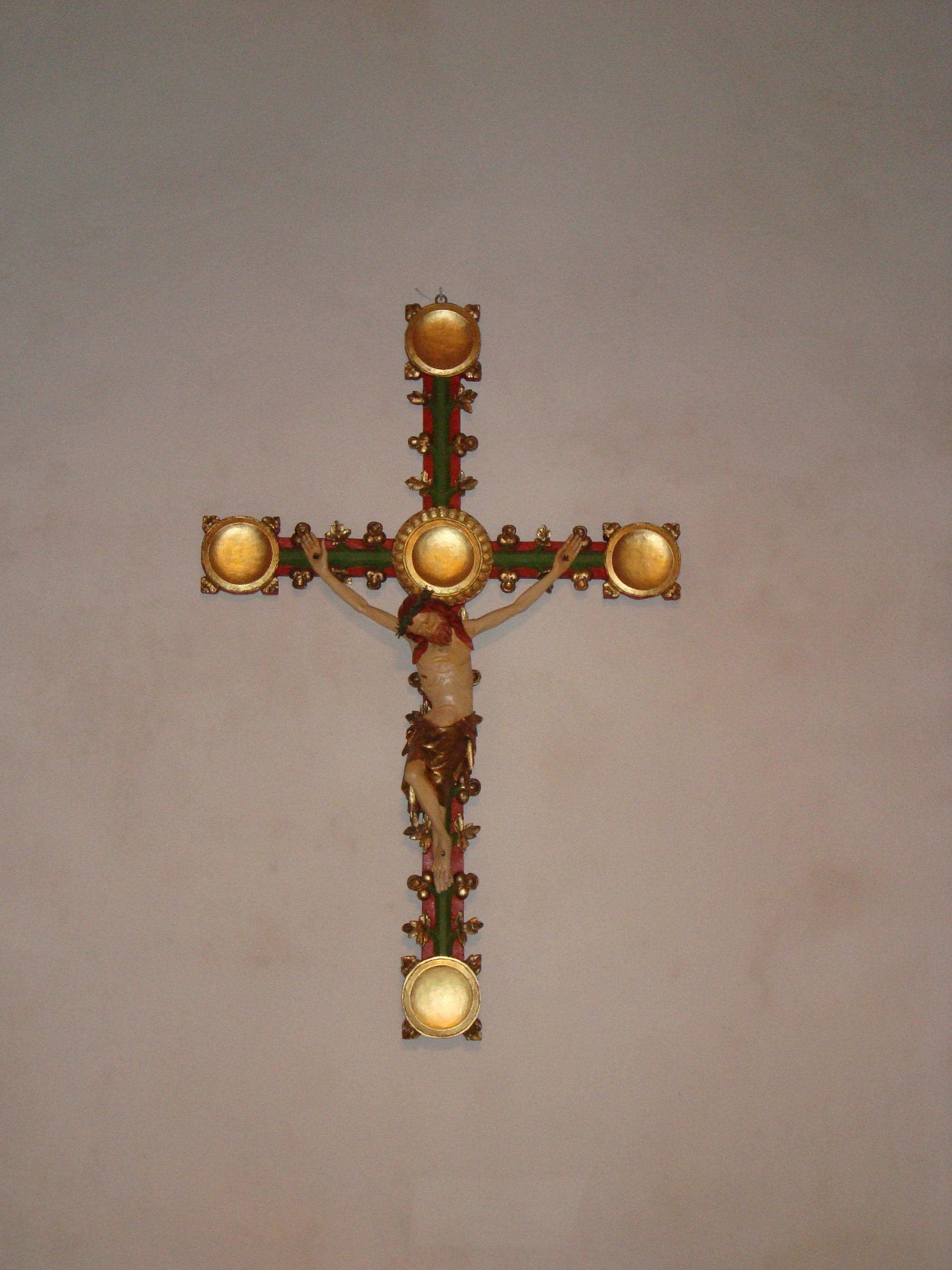
Krucifixet över altaret
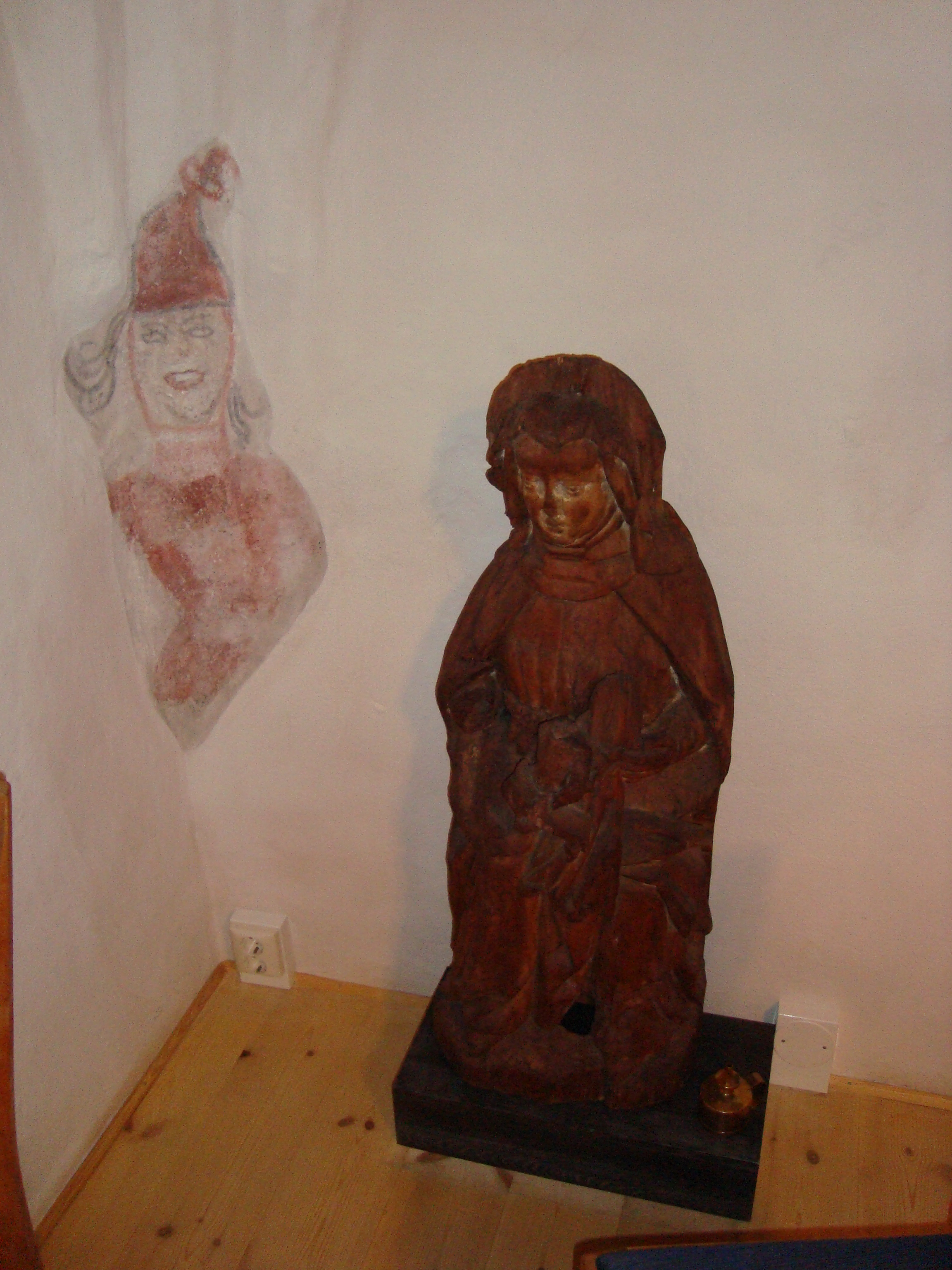
Takvalvsmålning och träskulptur
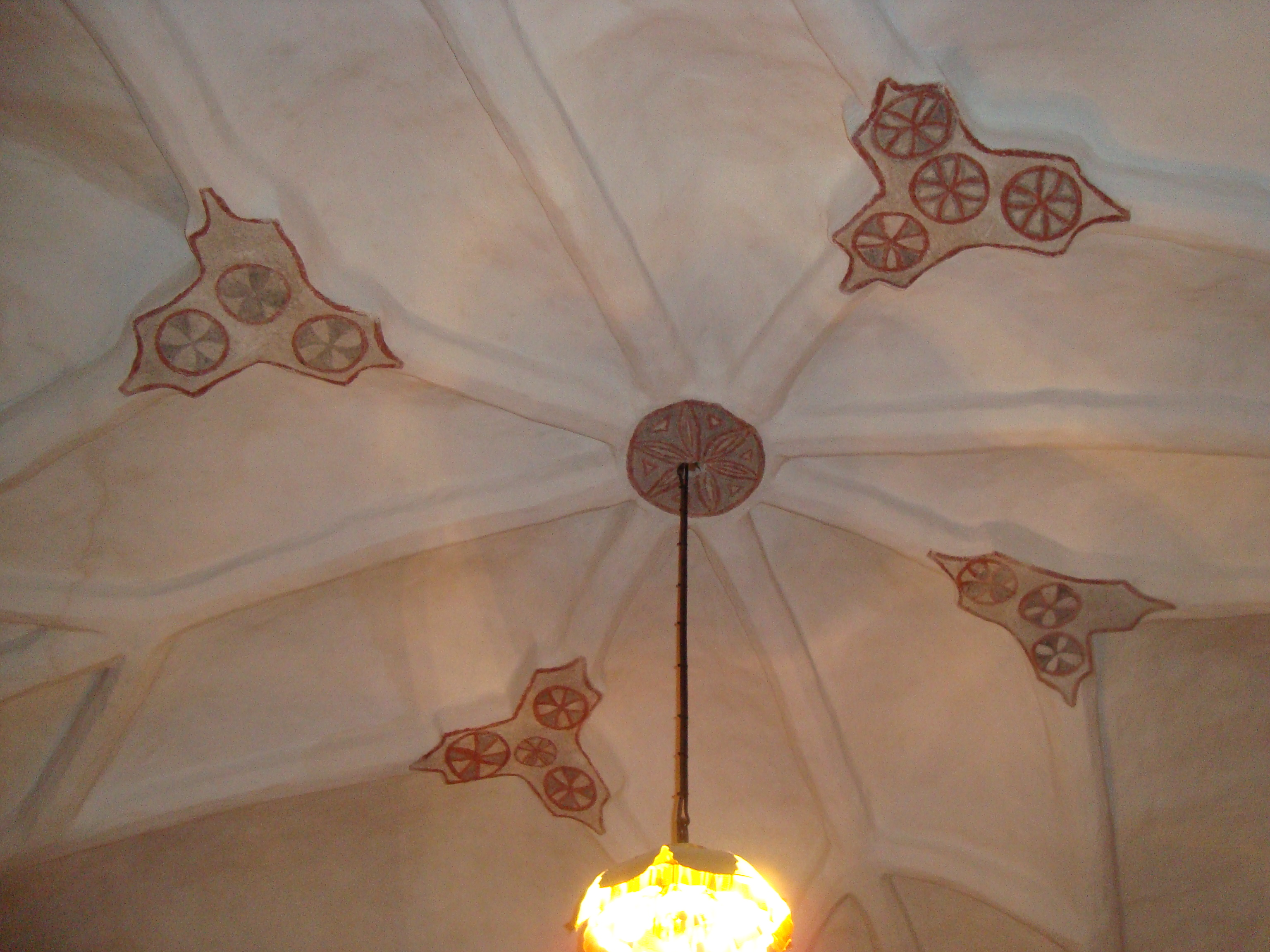
Takmålningar
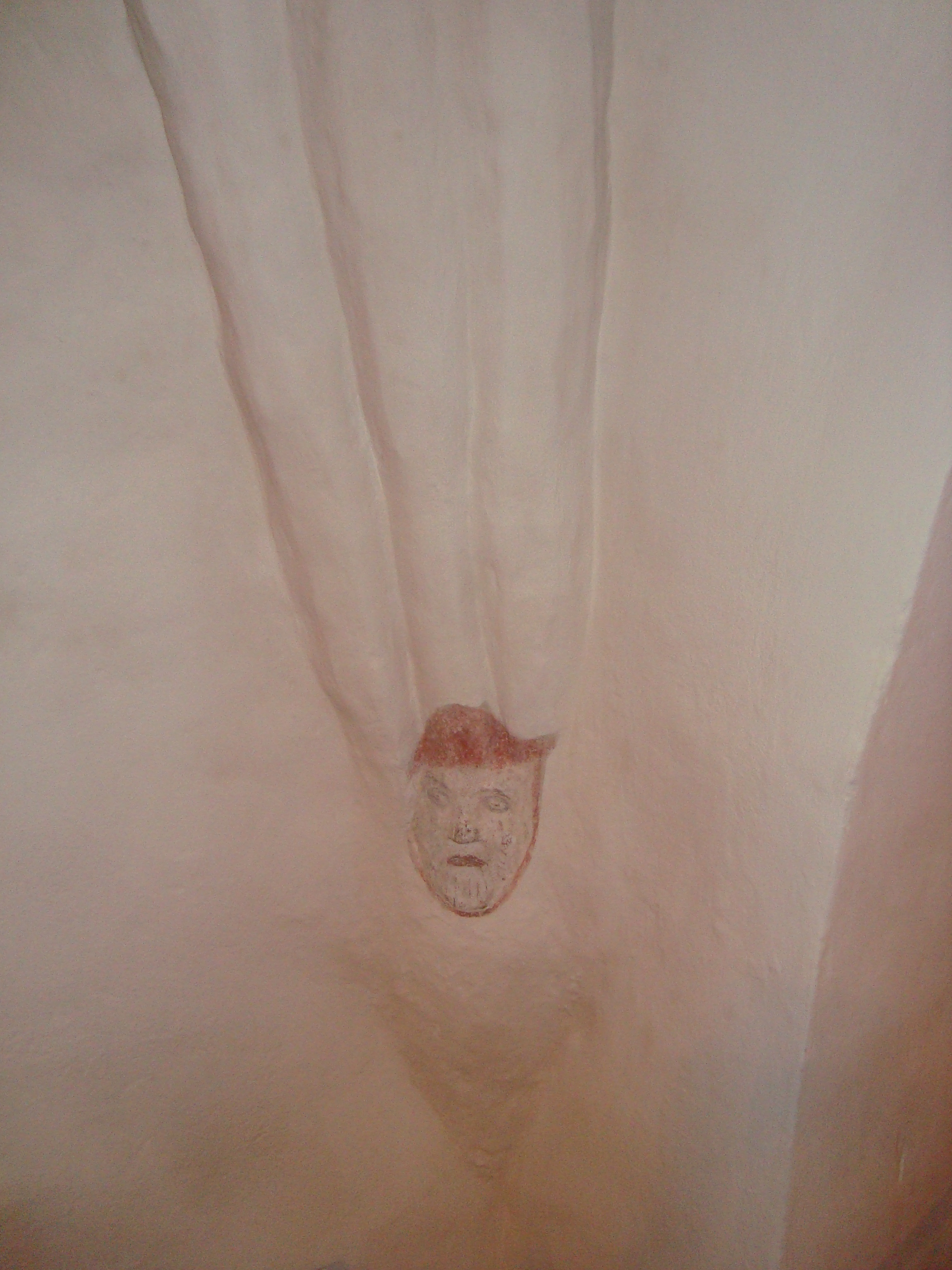
Takvalvsmålning

### Fotnoter
1. ↑  anläggningspresentation
2. ↑  Darphin, sid. 3
3. ↑  ”Husby kyrkas 1700-tals orgel klar för invigning!”. Arkiverad från originalet den 6 september 2017. https://web.archive.org/web/20170906230134/http://inspire.accson.se/verksamhet/activity.aspx?Kat_ID=5299&OrgID=162&ag=22&path=setup4. Läst 6 september 2017.
4. 1 2 3  Tore Johansson, red (1990). Inventarium över svenska orglar: 1990:I, Västerås stift; Karlstads stift. Tostared: Förlag Svenska orglar. Libris 4108784
5. ↑  Abrahamsson Hülpers, Abraham (1773) (på Svenska). Historisk Afhandling om Musik och Instrumenter särdeles om Orgwerks Inrättningen i Allmänhet jemte Kort Beskrifning öfwer Orgwerken i Swerige. Västerås: Johan Laurentius Horrn. sid. 284. Libris 2413220
6. ↑  Husby (W) LIa:4 (1705-1778) Sida: 59-60
7. ↑  Husby (W) LIb:1 (1660-1735)